# Ana Beatriz

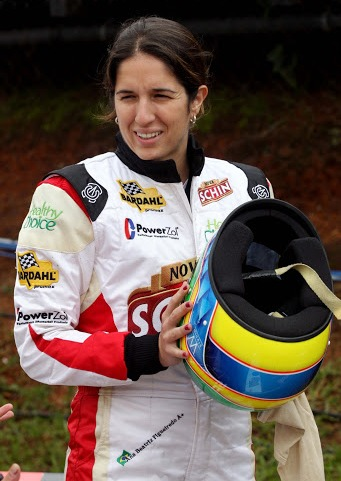
Ana Beatriz 2013

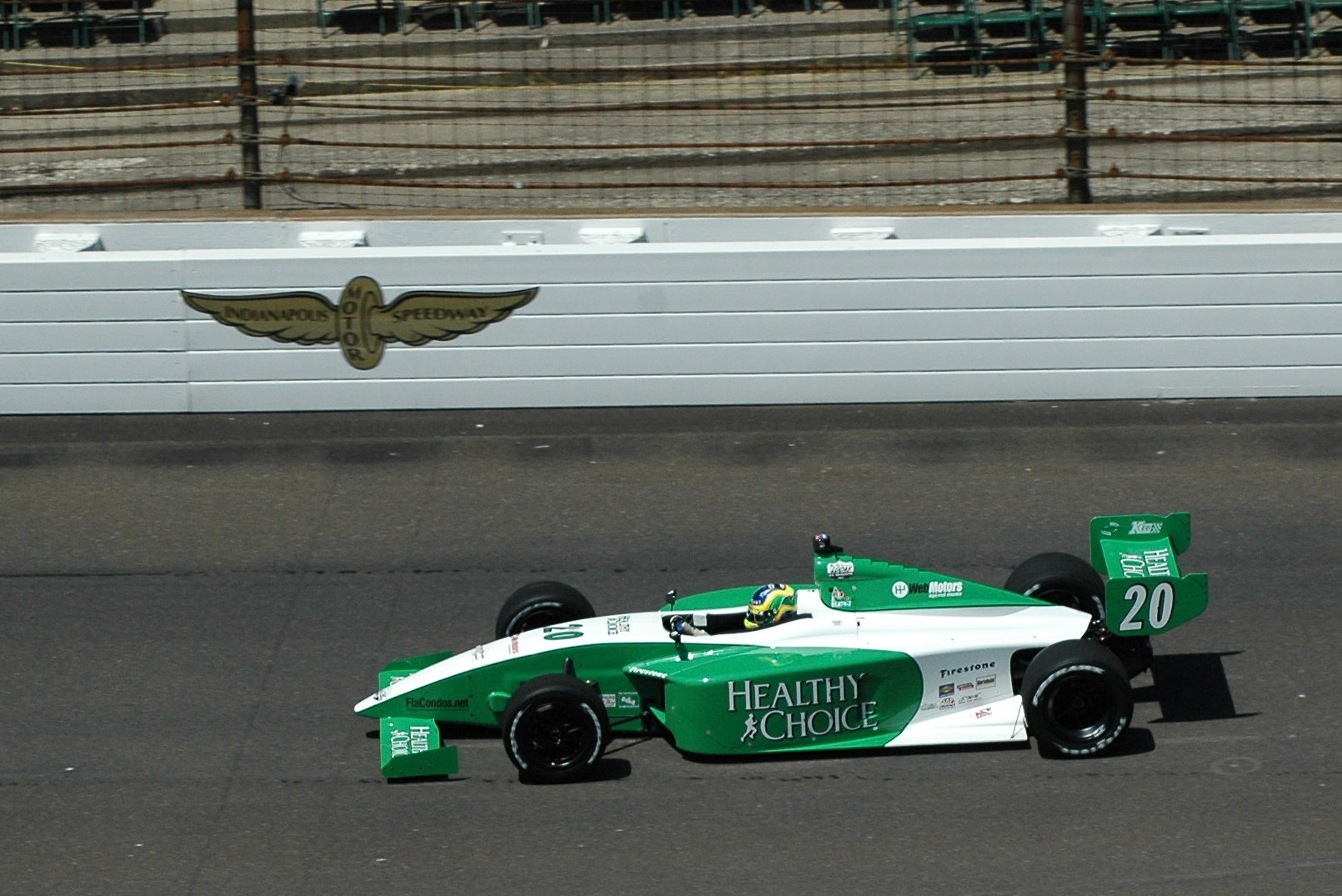
Beatriz in der Indy Lights 2008

Ana „Bia“ Beatriz Caselato Gomes de Figueiredo (* 18. März 1985 in São Paulo) ist eine brasilianische Automobilrennfahrerin. Anfangs trat sie unter dem Namen Bia Figueiredo an. Seit 2008 startet sie unter dem Namen Ana Beatriz. Von 2010 bis 2013 war sie in der IndyCar Series aktiv.

## Karriere
Unter dem Namen Bia Figueiredo begann sie ihre Motorsportkarriere 1997 im Kartsport, den sie bis 2002 ausübte. 2003 machte sie ihre ersten Erfahrungen im Formelsport in der brasilianischen Formel Renault. Ein Jahr später wurde sie mit acht Podest-Platzierungen Fünfte in der brasilianischen Formel Renault. 2005 gewann sie drei Rennen in der brasilianischen Formel Renault und wurde Dritte in der Fahrerwertung. Nachdem sie bereits bei einigen Rennen der Light-Klasse und der südamerikanischen Formel-3-Meisterschaft gestartet war, fuhr sie 2006 eine komplette Saison in der südamerikanischen Formel-3-Meisterschaft. Sie stand fünf Mal auf dem Podium und belegte den fünften Gesamtrang.
Nachdem sie 2007 pausiert hatte, wechselte sie 2008 nach Nordamerika in die Indy Lights. Von nun an startete sie unter dem Namen Ana Beatriz. Sie trat für Sam Schmidt Motorsports an und gewann ein Rennen. Am Saisonende belegte sie hinter ihrem Teamkollegen Richard Antinucci den dritten Gesamtrang. 2009 blieb sie bei Sam Schmidt Motorsports und war eine Favoritin auf den Meistertitel. Sie erfüllte die Erwartungen nicht und hatte darüber hinaus Budgetprobleme, die sie zum Auslassen von zwei Rennen zwangen. Am Saisonende belegte sie mit einem Sieg den achten Gesamtrang. Dabei wurde sie von ihren Teamkollegen Wade Cunningham und James Hinchcliffe, die Vierter bzw. Fünfter wurden, geschlagen.
2010 ging sie für Dreyer & Reinbold Racing bei vier Rennen der IndyCar Series, unter anderem beim Indianapolis 500, an den Start. In der Gesamtwertung belegte sie den 30. Platz. 2011 startete Beatriz für Dreyer & Reinbold Racing in der IndyCar Series. Beatriz brach sich beim Saisonauftakt bei einem Kontakt mit mehreren Fahrzeugen in der Anfangsphase des Rennens ihr Handgelenk. Infolgedessen musste sie nach einer Operation das zweite Rennen pausieren und wurde in diesem Rennen durch Simon Pagenaud vertreten. Mit einem elften Platz als bestes Resultat beendete sie die Saison auf dem 21. Gesamtrang. Für die 2012 fand Beatriz erneut kein Vollzeitcockpit. Sie nahm für Andretti Autosport an zwei Rennen, unter anderem dem Indianapolis 500, teil. Beim Indianapolis 500 wurde ihr Auto zusammen mit Conquest Racing eingesetzt. Sie wurde 29. in der Gesamtwertung.
2013 erhielt Beatriz ein Teilzeit-IndyCar-Cockpit bei Dale Coyne Racing. Sie absolvierte die ersten fünf Saisonrennen, inklusive ihres Heimrennens in São Paulo und dem Indianapolis 500. Im weiteren Saisonverlauf erhielt sie das Cockpit bei zwei weiteren Rennen. Ihre beste Platzierung war ein 14. Platz in Long Beach. In der Fahrerwertung belegte sie erneut den 29. Rang.
2014 wechselte sie in die Stock Car Brasil, wo Beatriz seither fährt. 2019 nahm sie an 5 Rennen der IMSA WeatherTech SportsCar Championship an der Seite von Katherine Legge und Christina Nielsen teil.
Von 2020 bis 2021 legte sie eine Pause aufgrund ihrer Schwangerschaft ein. Weitere Stationen, 2021 unterbrochen durch ihre zweite Schwangerschaft, danach waren:
- 2021: IMSA WeatherTech SportsCar Championship[9]

- 2021: 5. Platz beim Sebring International Raceway 12-Stunden-Rennen in der GTD Klasse[10]

- 2022: TCR South America Touring Car Championship[11]

- seit 2023: Copa Truck[12]

Im November 2024 errang Figueiredo im Copa Truck Wettbewerb in der Kategorie Super Truck Elite die Meisterschaft für ASG Motorsport.

## Karrierestationen
| - 1997–2002: Kartsport - 2003: Brasilianische Formel Renault (Platz 11) - 2004: Brasilianische Formel Renault (Platz 5) - 2004: Südamerikanische Formel 3 (Platz 20) - 2005: Brasilianische Formel Renault (Platz 3) | - 2005: Südamerikanische Formel 3 (Platz 19) - 2006: Südamerikanische Formel 3 (Platz 5) - 2008: Indy Lights (Platz 3) - 2009: Indy Lights (Platz 8) - 2010: IndyCar Series (Platz 30) | - 2011: IndyCar Series (Platz 21) - 2012: IndyCar Series (Platz 29) - 2013: IndyCar Series (Platz 29) |

### Einzelergebnisse in der IndyCar Series
| Jahr | Team                     | 1   | 2   | 3   | 4   | 5    | 6    | 7   | 8   | 9   | 10  | 11  | 12  | 13  | 14  | 15  | 16  | 17  | 18  | 19  | Punkte | Rang |
| ---- | ------------------------ | --- | --- | --- | --- | ---- | ---- | --- | --- | --- | --- | --- | --- | --- | --- | --- | --- | --- | --- | --- | ------ | ---- |
| 2010 | Dreyer & Reinbold Racing | SAO | STP | ALA | LBH | KAN  | INDY | TXS | IOW | WGL | TOR | EDM | MDO | SNM | CHI | KTY | MOT | HMS |     |     | 55     | 30.  |
| 2010 | Dreyer & Reinbold Racing | 13  |     |     |     |      | 21   |     |     |     |     |     |     |     | 24  |     |     | 26  |     |     | 55     | 30.  |
| 2011 | Dreyer & Reinbold Racing | STP | ALA | LBH | SAO | INDY | TXS  | TXS | MIL | IOW | TOR | EDM | MDO | NHA | SNM | BAL | MOT | KTY | LSV |     | 212    | 21.  |
| 2011 | Dreyer & Reinbold Racing | 14  | INJ | 19  | 24  | 2133 | 22   | 22  | 17  | 23  | 11  | 13  | 17  | 14  | 13  | 16  | 19  | 24  | C   |     | 212    | 21.  |
| 2012 | Andretti Autosport       | STP | ALA | LBH | SAO | INDY | DET  | TXS | MIL | IOW | TOR | EDM | MDO | SNM | BAL | FON |     |     |     |     | 28     | 29.  |
| 2012 | Andretti Autosport       |     |     |     | 20  | 2313 |      |     |     |     |     |     |     |     |     |     |     |     |     |     | 28     | 29.  |
| 2013 | Dale Coyne Racing        | STP | ALA | LBH | SAO | INDY | DET  | DET | TXS | MIL | IOW | POC | TOR | TOR | MDO | SNM | BAL | HOU | HOU | FON | 72     | 29.  |
| 2013 | Dale Coyne Racing        | 22  | 24  | 14  | 25  | 1529 |      |     |     | 19  | 22  |     |     |     |     |     |     |     |     |     | 72     | 29.  |

(Legende)

### Sebring-Ergebnisse
| Jahr | Team                                   | Fahrzeug          | Teamkollege     | Teamkollege       | Platzierung | Ausfallgrund |
| ---- | -------------------------------------- | ----------------- | --------------- | ----------------- | ----------- | ------------ |
| 2019 | Meyer Shank Racing with Curb-Agajanian | Acura NSX GT3     | Katherine Legge | Christina Nielsen | Rang 26     |              |
| 2021 | Team Hardpoint EBM                     | Porsche 911 GT3 R | Katherine Legge | Christina Nielsen | Rang 22     |              |

## Trivia
Im Juni 2020 wurde bekannt, dass der Ehemann von Ana Beatriz und ihr Schwiegervater illegale Staatshilfen für angebliche medizinische Einrichtungen erschlichen haben. Die Männer sollen über einen Zeitraum von acht Jahren bis zu 649 Millionen brasilianische Real (106 Millionen Euro) an Staatszuwendungen zweckentfremdet haben. Ein Teil der Gelder soll an Ana Beatriz für ihre Stock Car Brasil Aktivitäten geflossen sein.